# Otto Helmer Mörner
Otto Helmer Mörner, född 8 maj 1569 på Zellin i Mark Brandenburg, död 1612 i Nyköping, hovmarskalk, landshövding, herre till Tuna i Rystads socken.

## Biografi
Otto Mörner föddes 1569 på Zellin i Mark Brandenburg. Han var son till rikskammarrådet Ludvig von Mörner och Katarina von Marwitz. Mörner förde befälet vid avrättningen vid Linköpings blodbad, och hertig Karl blev nöjd med Otto Helmers insatser. Redan vid pingsttid 1599 är han, tillsammans med hovmarskalken Hans von Massbach, sändebud till ett flertal furstar och markgrevar i Tyskland för att förhindra dem att sluta förbund med Polen mot Sverige. Han återkommer ensam. Hans von Massbach, som begär avsked efter 21 år som hovmarskalk, har stannat i Heidelberg. Istället utses Otto Helmer till hovmarskalk. Hans karriär går rakt upp. 
- Senare blir han ståthållare och landshövding på Åbo slott (från 1280-talet och ett av Nordens största)
- År 1602 förlänas han Tuna kungsgård i Rystads socken i Linköping.

### Familj
Mörner gifte sig 13 maj 1604 i Nyköping med kammarjungfrun Maria von der Grünau hos drottning Kristina d.ä., dotter till den sachsiske ståthållaren Georg Mauritzson von der Grünau och dennes hustru Anna Ottosdotter von Lipradt. De fick tillsammans barnen riksrådet Carl Mörner af Tuna (1605–1665), Ludvig Otto Mörner (1607–1609) och Christina Mörner (1610–1663) som var gift med generalguvernören Axel Lillie.